# بهار عجم
بهار عجم (به تاجیکی: Баҳори Аҷам) نشریه فرهنگی و اجتماعی وزارت فرهنگ جمهوری تاجیکستان است که در ژانویه ۱۹۹۸ تأسیس شد.